# Antonio Barberini den äldre

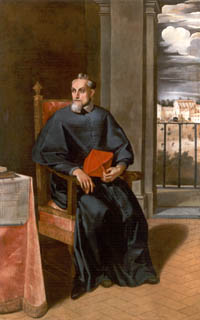
Antonio Barberini den äldre, porträtterad av Antonio Alberti, omkring 1629-1631.

Antonio Marcello Barberini, född den 18 november 1569 i Florens, död den 11 september 1646 i Rom, var en italiensk kardinal, yngre bror till påven Urban VIII, som upphöjde honom 1624. 
Barberini tillhörde kapucinorden. Han var biskop av Senigallia (1625-1628), storinkvisitor i den romerska inkvisitionen (1629-1633), bibliotekarie vid Vatikanen (1633-1646) och storpenitentiarie (1633-1646). Han deltog i konklaven 1644. 